# Leonor del Carreto
 (juillet 2019).
Si vous disposez d'ouvrages ou d'articles de référence ou si vous connaissez des sites web de qualité traitant du thème abordé ici, merci de compléter l'article en donnant les références utiles à sa vérifiabilité et en les liant à la section « Notes et références ».
Leonor de(l) Carreto (en italien, Leonor del Carretto) (lieu inconnu, 1616 - Tepeaca, Mexique, 1673), est la marquise consort de Mancera, vice-reine de la Nouvelle-Espagne de 1664 à 1673 et mécène et protectrice de Sœur Juana Inés de la Cruz.

## Biographie
Le père de Leonor est Francesco Antonio del Carretto, marquis de Savone et Grana, comte de Millesimo, chevalier de l'Ordre de la Toison d'Or et général de l'Armée impériale, et sa mère, Margareta Fugger von Nordendorf. Son père est ambassadeur du Saint-Empire romain germanique à la Cour espagnole de Madrid, sa mère est ménine de l'infante Marie Thérèse d'Autriche puis dame de la reine Marianne d'Autriche.
Son époux, Antonio Álvarez de Toledo y Salazar, II marquis de Mancera, est nommé vice-roi du Vice-Royaume de Nouvelle Espagne. A leur arrivée à Mexico, en 1664, le vice-roi et son épouse sont reçus par un arc de triomphe imaginé par Alonso Ramírez de Vargas les comparant à Énée et Lavinia. Le poète, en outre, a inclus un autre quatrain dans lequel il comparait Leonor del Carretto à Vénus au miroir, entourée des trois Grâces.
Elle invite Juana Inés de Asbaje y Ramírez de Santillana, la future Sœur Juana Inés de la Cruz, à vivre à la cour vice-royale pour qu'elle soit tutrice de sa fille María Luisa Álvarez de Toledo Carreto et lui écrit des poèmes sur commande. Durant cette époque, elle rédige le poème en honneur de la mort du roi Philippe IV. Sœur Juana vit au palais vice-royal jusqu’à son entrée au couvent.
La fille des marquis de Mancera, María Luisa, sous la bénédiction de l'archevêque de México et frère de l'Ordre de Saint Augustín, Payo Enríquez de Ribera Manrique, prend pour époux le 28 mai 1673 à la Cathédrale de Mexico José María de Silva y Mendoza, seigneur de Melgar de Fernamental et fils de Rodrigo Díaz de Vivar de Silva y Mendoza, IV duc de Pastrana, y Catalina de Mendoza y Sandoval, VIII duchesse del Infantado. L'époux n'étant pas physiquement présent mais représenté, le mariage est revalidé à Úbeda le 30 janvier 1675, à la suite de quoi le titre de Melgar de Fernamental est élevé au rang de marquisat (28 juillet 1676).
Doña Leonor meurt en 1673 à Tepeaca, en route vers Veracruz, alors que le terme de sa vice-royauté est achevé et qu'elle rentre en Espagne. La cérémonie funéraire est dirigée par fray Payo.
En 1680, arrive à Mexico María Luisa Manrique de Lara y Gonzaga (en), la nouvelle vice-reine, qui est également amie, protectrice et mécène de Sœur Juana.